# Kim Hunter
Kim Hunter, pseudonimo di Janet Cole (Detroit, 12 novembre 1922 – New York, 11 settembre 2002), è stata un'attrice statunitense.

## Biografia
Suo padre, Donald, era un consulente d'ingegneria, e morì quando Kim aveva solo 3 anni; sua madre, Grace Lind, era una pianista; aveva inoltre un fratello di 8 anni più grande di lei. La Hunter studiò all'Actors Studio e nel 1943 iniziò la sua carriera cinematografica con una parte in La settima vittima di Mark Robson. Divenne nota nel 1951 quando recitò in Un tram che si chiama Desiderio di Elia Kazan, nel ruolo di Stella (già interpretato a teatro), per il quale vinse l'Oscar come migliore attrice non protagonista e il Golden Globe. Tra le sue interpretazioni successive si segnalano quelle in Al centro dell'uragano (1956) di Daniel Taradash, Lilith - La dea dell'amore (1964) di Robert Rossen, Il pianeta delle scimmie (1968) di Franklin Schaffner e Un uomo a nudo (1968) di Frank Perry. 
L'attrice morì a New York nel 2002, a 79 anni, per un infarto.

## Vita privata
Nel 1944 si sposò con il capitano dei Marines William A. Baldwin da cui ebbe una figlia, Kathy (1944). I due divorziarono nel 1946, e l'attrice si risposò nel 1951 con lo sceneggiatore Robert Emmett, da cui ebbe un figlio, Sean (1954), diventato musicista rock. La coppia rimase unita sino alla morte di lui, avvenuta nel 2000 per un'appendicite.

## Filmografia parziale

### Cinema
- La settima vittima (The Seventh Victim), regia di Mark Robson (1943)
- Eravamo tanto felici (Tender Comrade), regia di Edward Dmytryk (1943)
- Un racconto di Canterbury (A Canterbury Tale), regia di Michael Powell ed Emeric Pressburger (1944)
- Notte d'angoscia (When Strangers Marry), regia di William Castle (1944)
- Incontro nei cieli (You Came Along), regia di John Farrow (1945)
- Scala al paradiso (A Matter of Life and Death), regia di Michael Powell ed Emeric Pressburger (1946)
- Un tram che si chiama Desiderio (A Streetcar Named Desire), regia di Elia Kazan (1951)
- L'ultima minaccia (Deadline - U.S.A.), regia di Richard Brooks (1952)
- Tutto può accadere (Anything Can Happen), regia di George Seaton (1952)
- Bermuda Affair, regia di A. Edward Sutherland (1956)
- Al centro dell'uragano (Storm Center), regia di Daniel Taradash (1956)
- Colpevole innocente (The Young Stranger), regia di John Frankenheimer (1957)
- Testamento di sangue (Money, Women and Guns), regia di Richard Bartlett (1958)
- Lilith - La dea dell'amore (Lilith), regia di Robert Rossen (1964)
- Il pianeta delle scimmie (Planet of the Apes), regia di Franklin Schaffner (1968)
- Un uomo a nudo (The Swimmer), regia di Frank Perry (1968)
- L'altra faccia del pianeta delle scimmie (Beneath the Planet of the Apes), regia di Ted Post (1970)
- Fuga dal pianeta delle scimmie (Escape from the Planet of the Apes), regia di Don Taylor (1971)
- Mezzanotte nel giardino del bene e del male (Midnight in the Garden of Good and Evil), regia di Clint Eastwood (1997)

### Televisione
- Screen Directors Playhouse – serie TV, episodio 1x03 (1955)
- Climax! – serie TV, episodi 2x11-4x21-4x34 (1955-1958)
- General Electric Theater – serie TV, episodi 4x22-5x11-8x20 (1956-1960)
- The Kaiser Aluminum Hour – serie TV, episodio 1x17 (1957)
- Gli uomini della prateria (Rawhide) – serie TV, episodio 1x16 (1959)
- Avventure in paradiso (Adventures in Paradise) – serie TV, episodio 1x11 (1959)
- The Dick Powell Show – serie TV, episodio 2x02 (1962)
- The Nurses – serie TV, episodio 1x32 (1963)
- Sotto accusa (Arrest and Trial) – serie TV, episodio 1x13 (1963)
- L'ora di Hitchcock (The Alfred Hitchcock Hour) – serie TV, episodio 2x16 (1964)
- Hawk l'indiano (Hawk) – serie TV, episodio 1x16 (1966)
- Bonanza – serie TV, episodio 9x19 (1968)
- Giovani avvocati (The Young Lawyers) – serie TV, episodio 1x04 (1970)
- Colombo (Columbo) – serie TV, episodio 1x04 (1971)
- Ellery Queen – serie TV, episodio 1x00 (1975)
- Alla conquista dell'Oregon (The Oregon Trail) – serie TV, episodio 1x03 (1977)
- Ai confini della notte (The Edge of Night) – soap opera, 113 puntate (1979-1980)
- Diritto d'offesa (Skokie), regia di Herbert Wise – film TV (1981)
- La signora in giallo (Murder, She Wrote) – serie TV, episodio 7x01 (1990)

## Riconoscimenti
- Premio Oscar
  - 1952 – Miglior attrice non protagonista per Un tram che si chiama Desiderio
- Golden Globe
  - 1952 – Miglior attrice non protagonista per Un tram che si chiama Desiderio

## Doppiatrici italiane
- Dhia Cristiani in Un tram che si chiama Desiderio, Al centro dell'uragano, Colpevole innocente, Testamento di sangue
- Vittoria Febbi ne Il pianeta delle scimmie, Fuga dal pianeta delle scimmie
- Renata Marini in L'ultima minaccia
- Rina Morelli in Tutto può accadere
- Valeria Valeri in Scala al paradiso (ridoppiaggio)[4]
- Adriana De Roberto in L'altra faccia del pianeta delle scimmie
- Rosetta Calavetta in Ellery Queen
- Isa Di Marzio in La signora in giallo